# Unione Sportiva Cremonese 2019-2020
Questa voce raccoglie le informazioni riguardanti l'Unione Sportiva Cremonese nelle competizioni ufficiali della stagione 2019-2020.

## Stagione
Nella stagione 2019-2020 la Cremonese disputa il campionato di Serie B, raccoglie 49 punti con il dodicesimo posto finale. Sulla panchina dei grigiorossi nel corso della stagione si sono alternati quattro allenatori. La Cremonese al termine del girone di andata chiuso con 21 punti, era invischiata nella lotta per la salvezza, nel girone di ritorno raccoglie 28 punti, che sono sufficienti per chiudere il torneo con quattro lunghezze di vantaggio sulla zona Play-out. Il centrocampista Michele Castagnetti con 5 reti è il miglior marcatore stagionale. Nella Coppa Italia la Cremonese supera il secondo turno rifilando un (4-0) alla Virtus Francavilla, nel terzo turno si impone a Verona (1-2) contro l'Hellas dopo i tempi supplementari, nel quarto turno supera (1-0) l'ostacolo Empoli, mentre negli ottavi subisce a Roma un pesante (4-0) contro la Lazio. Una stagione questa segnata profondamente dalla pandemia Covid-19, che ha imposto al torneo cadetto, comunque ultimato, una sospensione dal 10 marzo al 16 giugno 2020, prolungando la stagione fino ad agosto.

## Divise e sponsor
Lo sponsor tecnico per la stagione 2019-2020 torna ad essere Acerbis, mentre gli sponsor ufficiali sono Iltainox (in trasferta Arinox), Acciaieria Arvedi (co.sponsor), Fattorie Cremona (nel retro sotto la numerazione) e Arvedi Tubi Acciaio (sul pantaloncino). Confermato per tutte le squadre di serie B il top sleeve sponsor "Facile ristrutturare" sulla manica sinistra.
| Casa | Trasferta | Terza divisa | Amichevoli | 1ª portiere | 2ª portiere | 3ª portiere |

## Organigramma societario
Area direttiva
- Presidente Onorario: Giovanni Arvedi
- Presidente: Paolo Rossi
- Vice Presidente: Maurizio Ferraroni
- Consiglio di Amministrazione: Giovanni Benedini, Giuseppe Carletti, Costantino Vaia, Uberto Ventura, Roberto Zanchi
- Direttore Generale: Paolo Armenia
- Segretario Generale: Andrea Barbiani

Area comunicazione e marketing
- Responsabile Comunicazione: Paolo Loda
- Responsabile Marketing: Stefano Allevi
- Ufficio Marketing e Comunicazione: Daniela Fioni
- Responsabile Biglietteria: Andrea Barbiani
- Supporter Liaison Officer: Lorenzo Bettoli

Area sportiva
- Direttore sportivo: Nereo Bonato
- Team Manager: Federico Dall'Asta

Area tecnica
- Allenatore: Massimo Rastelli (fino all'8 ottobre 2019), Marco Baroni (fino all'8 gennaio 2020), Massimo Rastelli (fino al 4 marzo 2020), Pierpaolo Bisoli
- Vice Allenatore: Dario Rossi (fino all'8 ottobre 2019), Guido Pagliuca (fino all'8 gennaio 2020), Dario Rossi (fino al 4 marzo 2020), Simone Groppi
- Collaboratore tecnico: Silvio Valanzano (fino all'8 gennaio 2020), Davide Bisoli
- Preparatore atletico: Fabio Esposito (fino all'8 ottobre 2019), Andrea Petruolo (fino all'8 gennaio 2020), Fabio Esposito (fino al 4 marzo 2020), Danilo Chiodi
- Preparatore dei Portieri: David Dei (fino all'8 ottobre 2019), Daniele Grendene (fino all'8 gennaio 2020), David Dei
- Coordinatore Area Performance: Stefano Taparelli
- Recupero infortuni: Cristian Freghieri
- Match Analyst: Igor Quaia

Area sanitaria
- Responsabile Settore Sanitario: Diego Giuliani
- Medico sociale: Fabrizio Frittoli
- Fisioterapisti: Alessandro Rivetti, Andrea Gualtieri, Carlo Bentivoglio

## Rosa
Rosa aggiornata al 17 agosto 2019, tratta dal sito ufficiale della Cremonese
| N. |                        | Ruolo | Calciatore         |
| -- | ---------------------- | ----- | ------------------ |
| 1  | Italia (bandiera)      | P     | Nicola Ravaglia    |
| 3  | Brasile (bandiera)     | D     | Claiton (capitano) |
| 4  | Italia (bandiera)      | C     | Mariano Arini      |
| 5  | Italia (bandiera)      | D     | Luca Valzania      |
| 6  | Svezia (bandiera)      | C     | Samuel Gustafson   |
| 7  | Italia (bandiera)      | A     | Antonio Piccolo    |
| 8  | Paesi Bassi (bandiera) | C     | Reda Boultam       |
| 9  | Italia (bandiera)      | A     | Daniel Ciofani     |
| 10 | Italia (bandiera)      | C     | Danilo Soddimo     |
| 10 | Italia (bandiera)      | D     | Gianluca Gaetano   |
| 11 | Italia (bandiera)      | A     | Simone Palombi     |
| 12 | Italia (bandiera)      | P     | Emanuele De Bono   |
| 14 | Romania (bandiera)     | D     | Vasile Mogos       |
| 15 | Italia (bandiera)      | D     | Matteo Bianchetti  |
| 16 | Italia (bandiera)      | P     | Michael Agazzi     |
| 17 | Italia (bandiera)      | D     | Francesco Migliore |
| 18 | Italia (bandiera)      | C     | Francesco Deli     |

| N. |                     | Ruolo | Calciatore              |
| -- | ------------------- | ----- | ----------------------- |
| 19 | Italia (bandiera)   | C     | Michele Castagnetti     |
| 20 | Italia (bandiera)   | D     | Luca Ravanelli          |
| 21 | Italia (bandiera)   | D     | Nadir Zortea            |
| 22 | Italia (bandiera)   | P     | Giacomo Volpe           |
| 23 | Italia (bandiera)   | D     | Antonio Aldo Caracciolo |
| 23 | Italia (bandiera)   | D     | Alessandro Crescenzi    |
| 24 | Albania (bandiera)  | D     | Omar Hoxha              |
| 25 | Italia (bandiera)   | C     | Stefano Cella           |
| 26 | Italia (bandiera)   | D     | Emanuele Terranova      |
| 27 | Slovenia (bandiera) | A     | Žan Celar               |
| 28 | Nigeria (bandiera)  | C     | Kingsley Michael        |
| 30 | Italia (bandiera)   | A     | Fabio Ceravolo          |
| 31 | Italia (bandiera)   | C     | Stefano Girelli         |
| 32 | Italia (bandiera)   | A     | Adriano Montalto        |
| 33 | Italia (bandiera)   | D     | Francesco Renzetti      |
| 33 | Italia (bandiera)   | C     | Vittorio Parigini       |
| 36 | Italia (bandiera)   | P     | Alessandro Fiore        |

## Calciomercato

### Sessione estiva(dal 1/7 al 2/9)
| Acquisti | Acquisti           | Acquisti      | Acquisti                         |
| R.       | Nome               | da            | Modalità                         |
| -------- | ------------------ | ------------- | -------------------------------- |
| D        | Antonio Caracciolo | Hellas Verona | riscatto del cartellino          |
| D        | Luca Ravanelli     | Sassuolo      | prestito con diritto di riscatto |
| D        | Nadir Zortea       | Atalanta      | prestito                         |
| D        | Matteo Bianchetti  | Hellas Verona | svincolato                       |
| C        | Francesco Deli     | Foggia        | svincolato                       |
| C        | Luca Valzania      | Atalanta      | prestito                         |
| C        | Samuel Gustafson   | Torino        | definitivo                       |
| C        | Kingsley Michael   | Bologna       | prestito                         |
| A        | Daniel Ciofani     | Frosinone     | definitivo                       |
| A        | Fabio Ceravolo     | Parma         | definitivo                       |
| A        | Simone Palombi     | Lazio         | prestito con diritto di riscatto |

| Cessioni         | Cessioni           | Cessioni  | Cessioni                         |
| R.               | Nome               | a         | Modalità                         |
| ---------------- | ------------------ | --------- | -------------------------------- |
| D                | Ivan Rondanini     | Padova    | definitivo                       |
| D                | Daniele Croce      |           | svincolato                       |
| A                | Mirko Carretta     | Cosenza   | definitivo                       |
| A                | Luca Strizzolo     | Pordenone | prestito con diritto di riscatto |
| A                | Adriano Montalto   | Venezia   | prestito                         |
| Altre operazioni |                    |           |                                  |
| R.               | Nome               | da        | Modalità                         |
|                  | Giacomo Gambaretti |           | risoluzione contratto            |
|                  | Stefano Aiolfi     |           | risoluzione contratto            |

### Sessione invernale(dal 02/01 al 31/01)
| Acquisti         | Acquisti             | Acquisti | Acquisti |
| R.               | Nome                 | da       | Modalità |
| ---------------- | -------------------- | -------- | -------- |
| D                | Alessandro Crescenzi | Verona   | prestito |
| D                | Gianluca Gaetano     | Napoli   | prestito |
| C                | Vittorio Parigini    | Genoa    | prestito |
| A                | Žan Celar            | Roma     | prestito |
| Altre operazioni |                      |          |          |
| R.               | Nome                 | da       | Modalità |

| Cessioni         | Cessioni                | Cessioni | Cessioni   |
| R.               | Nome                    | a        | Modalità   |
| ---------------- | ----------------------- | -------- | ---------- |
| D                | Antonio Aldo Caracciolo | Pisa     | definitivo |
| D                | Danilo Soddimo          | Pisa     | definitivo |
| D                | Francesco Renzetti      | Chievo   | definitivo |
| Altre operazioni |                         |          |            |
| R.               | Nome                    | da       | Modalità   |

## Risultati

### Serie B

#### Girone di andata
| Arbitro: | Dionisi (L'Aquila) |

|            |           |                           |
| Modolo 74’ | Marcatori | 68’ Mogos 85’ Castagnetti |

| Arbitro: | Baroni (Firenze) |

|  |           |               |
|  | Marcatori | 23’ Schenetti |

| Arbitro: | Sozza (Seregno) |

|                                                  |           |           |
| Masucci 32’ M. Marconi 51’, 57’ (rig.) Verna 84’ | Marcatori | 64’ Mogos |

| Arbitro: | Sacchi (Macerata) |

|                          |           |               |
| Ceravolo 22’ Palombi 43’ | Marcatori | 28’ Zanellato |

| Erice 25 settembre 2019, ore 19:00 CEST 5ª giornata | Trapani            | 0 – 0 referto | Cremonese | Stadio Polisportivo Provinciale (4 014 spett.)\| Arbitro: \| Illuzzi (Molfetta) \| |
| Arbitro:                                            | Illuzzi (Molfetta) |               |           |                                                                                    |

| Arbitro: | Pezzuto (Lecce) |

|             |           |  |
| Soddimo 21’ | Marcatori |  |

| Arbitro: | Serra (Torino) |

|  |           |                   |
|  | Marcatori | 2’ Luppi 65’ Diaw |

| Arbitro: | Volpi (Arezzo) |

|            |           |             |
| Stulac 22’ | Marcatori | 56’ Soddimo |

| Arbitro: | Ghersini (Genova) |

|             |           |             |
| Palombi 84’ | Marcatori | 72’ Dionisi |

| Arbitro: | Abbattista (Molfetta) |

|                        |           |  |
| Coda 66’ Improta 90+4’ | Marcatori |  |

| Arbitro: | Di Martino (Teramo) |

|                          |           |  |
| Sciaudone 3’ Rivière 11’ | Marcatori |  |

| Arbitro: | Marinelli (Tivoli) |

|                |           |  |
| D. Ciofani 72’ | Marcatori |  |

| Arbitro: | Ros (Pordenone) |

|            |           |              |
| Galano 80’ | Marcatori | 90’ Migliore |

| Cremona 30 novembre 2019, ore 15:00 CET 14ª giornata | Cremonese          | 0 – 0 referto | Livorno | Stadio Giovanni Zini (5 482 spett.)\| Arbitro: \| Prontera (Bologna) \| |
| Arbitro:                                             | Prontera (Bologna) |               |         |                                                                         |

| Arbitro: | Volpi (Arezzo) |

|             |           |  |
| Di Noia 48’ | Marcatori |  |

| Arbitro: | Baroni (Firenze) |

|                         |           |              |
| Claiton 13’ Piccolo 76’ | Marcatori | 65’ Iemmello |

| Arbitro: | Sacchi (Macerata) |

|                                      |           |                          |
| Maggiore 56’ Di Gaudio 72’ Nzola 84’ | Marcatori | 27’ Claiton 87’ Parigini |

| Arbitro: | Robilotta (Sala Consilina) |

|             |           |          |
| Ceravolo 8’ | Marcatori | 2’ Forte |

| Arbitro: | Serra (Torino) |

|             |           |  |
| Ciurria 10’ | Marcatori |  |

#### Girone di ritorno
| Cremona 18 gennaio 2020, ore 15:00 CET 20ª giornata | Cremonese          | 0 – 0 referto | Venezia | Stadio Giovanni Zini (5 586 spett.)\| Arbitro: \| Dionisi (L'Aquila) \| |
| Arbitro:                                            | Dionisi (L'Aquila) |               |         |                                                                         |

| Arbitro: | Di Martino (Teramo) |

|                |           |               |
| G. De Luca 35’ | Marcatori | 5’ D. Ciofani |

| Arbitro: | Maggioni (Lecco) |

|                                 |           |                                                     |
| Deli 3’ Palombi 24’ Piccolo 58’ | Marcatori | 36’ Minesso 52’ Masucci 54’ Birindelli 90+3’ Pisano |

| Arbitro: | Ghersini (Genova) |

|          |           |  |
| Simy 87’ | Marcatori |  |

| Arbitro: | Prontera (Bologna) |

|                                                              |           |  |
| Palombi 11’, 15’ Gaetano 54’ Piccolo 76’ (rig.) Migliore 80’ | Marcatori |  |

| Arbitro: | Minelli (Varese) |

|                 |           |                                                 |
| L. Morosini 38’ | Marcatori | 18’ (aut.) S. Padoin 22’ Palombi 59’ Bianchetti |

| Cittadella 29 febbraio 2020, ore 15:00 CET 26ª giornata | Cittadella       | 0 – 0 referto | Cremonese | Stadio Piercesare Tombolato (0 spett.)\| Arbitro: \| Rapuano (Rimini) \| |
| Arbitro:                                                | Rapuano (Rimini) |               |           |                                                                          |

| Arbitro: | Ros (Pordenone) |

|                            |           |                                       |
| Ravanelli 27’ Parigini 39’ | Marcatori | 35’ Sierralta 44’ Mancuso 54’ Bajrami |

| Arbitro: | Fourneau (Roma) |

|  |           |                              |
|  | Marcatori | 13’ Parigini 50’ Castagnetti |

| Arbitro: | Massimi (Termoli) |

|  |           |                |
|  | Marcatori | 51’ R. Insigne |

| Arbitro: | Aureliano (Bologna) |

|  |           |                      |
|  | Marcatori | 25’ Rivière 48’ Báez |

| Arbitro: | Baroni (Firenze) |

|                                               |           |                          |
| Dziczek 73’ (rig.) Di Tacchio 79’, 90’ (rig.) | Marcatori | 6’, 67’ Celar 86’ Zortea |

| Arbitro: | Maggioni (Lecco) |

|             |           |  |
| Valzania 5’ | Marcatori |  |

| Arbitro: | Rapuano (Rimini) |

|             |           |                               |
| Coppola 55’ | Marcatori | 36’ D. Ciofani 90+2’ Valzania |

| Arbitro: | Ayroldi (Molfetta) |

|           |           |  |
| Mogos 90’ | Marcatori |  |

| Perugia 17 luglio 2020, ore 21:00 CEST 35ª giornata | Perugia          | 0 – 0 referto | Cremonese | Stadio Renato Curi (0 spett.)\| Arbitro: \| Minelli (Varese) \| |
| Arbitro:                                            | Minelli (Varese) |               |           |                                                                 |

| Cremona 24 luglio 2020, ore 21:00 CEST 36ª giornata | Cremonese         | 0 – 0 referto | Spezia | Stadio Giovanni Zini (0 spett.)\| Arbitro: \| Massimi (Termoli) \| |
| Arbitro:                                            | Massimi (Termoli) |               |        |                                                                    |

| Arbitro: | Abbattista (Molfetta) |

|                |           |                    |
| A. Rossi 90+5’ | Marcatori | 9’, 85’ D. Ciofani |

| Arbitro: | Baroni (Firenze) |

|                  |           |                                 |
| Gaetano 17’, 57’ | Marcatori | 15’ (rig.) Tremolada 47’ Burrai |

### Coppa Italia

#### Turni eliminatori
| Arbitro: | Amabile (Vicenza) |

|                                      |           |  |
| Claiton 41’ Deli 44’ Palombi 58’ 66’ | Marcatori |  |

| Arbitro: | Manganiello (Pinerolo) |

|             |           |                             |
| Empereur 7’ | Marcatori | 90+3’ Castagnetti 102’ Deli |

| Arbitro: | Amabile (Vicenza) |

|             |           |  |
| Claiton 35’ | Marcatori |  |

#### Fase finale
| Arbitro: | Maggioni (Lecco) |

|                                                      |           |  |
| Patric 10’ Parolo 26’ Immobile 58’ (rig.) Bastos 89’ | Marcatori |  |

## Statistiche

### Statistiche di squadra
Statistiche aggiornate al 10 luglio 2020.
| Competizione | Punti            | In casa | In casa | In casa | In casa | In casa | In casa | In trasferta | In trasferta | In trasferta | In trasferta | In trasferta | In trasferta | Totale | Totale | Totale | Totale | Totale | Totale | DR |
| Competizione | Punti            | G       | V       | N       | P       | Gf      | Gs      | G            | V            | N            | P            | Gf           | Gs           | G      | V      | N      | P      | Gf     | Gs     | DR |
| ------------ | ---------------- | ------- | ------- | ------- | ------- | ------- | ------- | ------------ | ------------ | ------------ | ------------ | ------------ | ------------ | ------ | ------ | ------ | ------ | ------ | ------ | -- |
| Serie B      | 49               | 19      | 7       | 6       | 6       | 22      | 19      | 19           | 5            | 7            | 7            | 20           | 24           | 38     | 12     | 13     | 13     | 42     | 43     | -1 |
| Coppa Italia | Ottavi di finale | 2       | 2       | 0       | 0       | 5       | 0       | 2            | 1            | 0            | 1            | 2            | 5            | 4      | 3      | 0      | 1      | 7      | 5      | +2 |
| Totale       | 49               | 21      | 9       | 6       | 6       | 27      | 19      | 21           | 6            | 7            | 8            | 22           | 29           | 42     | 15     | 13     | 14     | 49     | 48     | +1 |

### Andamento in campionato
| Giornata  | 1 | 2  | 3  | 4  | 5  | 6 | 7  | 8  | 9  | 10 | 11 | 12 | 13 | 14 | 15 | 16 | 17 | 18 | 19 | 20 | 21 | 22 | 23 | 24 | 25 | 26 | 27 | 28 | 29 | 30 | 31 | 32 | 33 | 34 | 35 | 36 | 37 | 38 |
| --------- | - | -- | -- | -- | -- | - | -- | -- | -- | -- | -- | -- | -- | -- | -- | -- | -- | -- | -- | -- | -- | -- | -- | -- | -- | -- | -- | -- | -- | -- | -- | -- | -- | -- | -- | -- | -- | -- |
| Luogo     | T | C  | T  | C  | T  | C | C  | T  | C  | T  | T  | C  | T  | C  | T  | C  | T  | C  | T  | C  | T  | C  | T  | C  | T  | T  | C  | T  | C  | C  | T  | C  | T  | C  | T  | C  | T  | C  |
| Risultato | V | P  | P  | V  | N  | V | P  | N  | N  | P  | P  | V  | N  | N  | P  | V  | P  | N  | P  | N  | N  | P  | P  | V  | V  | N  | P  | V  | P  | P  | N  | V  | V  | V  | N  | N  | V  | N  |
| Posizione | 6 | 11 | 14 | 10 | 12 | 8 | 12 | 11 | 13 | 14 | 16 | 15 | 15 | 15 | 16 | 15 | 15 | 15 | 17 | 17 | 17 | 17 | 17 | 17 | 17 | 17 | 17 | 17 | 15 | 16 | 16 | 15 | 13 | 12 | 12 | 11 | 10 | 12 |

Fonte:  Serie B, su calcio.com.
Legenda:

Luogo: C = Casa; T = Trasferta. Risultato: V = Vittoria; N = Pareggio; P = Sconfitta.